# Saison 5 de NCIS : Enquêtes spéciales
Chronologie
Saison 4 Saison 6
Cet article présente le guide des épisodes de la cinquième saison de la série télévisée NCIS : Enquêtes spéciales. 

## Distribution

### Acteurs principaux
- Mark Harmon (VF : Hervé Jolly) : Leroy Jethro Gibbs, chef d'équipe du NCIS
- Michael Weatherly (VF : Xavier Fagnon) : Anthony D. DiNozzo Jr., agent spécial du NCIS
- Cote de Pablo (VF : Cathy Diraison) : Ziva David, agent de liaison du Mossad au NCIS
- Pauley Perrette (VF : Anne O'Dolan) : Abigail Sciuto, experte scientifique du NCIS
- Sean Murray (VF : Adrien Antoine) : Timothy McGee, agent spécial du NCIS
- Lauren Holly (VF : Élisabeth Wiener) : Jennifer Shepard, directrice du NCIS
- David McCallum (VF : Michel Le Royer) : Donald Mallard, médecin légiste du NCIS

### Acteurs récurrents et invités
- Brian Dietzen (VF : Christophe Lemoine) : Jimmy Palmer, assistant du médecin légiste (épisodes 1, 4, 5, 9, 11 et 17)
- Scottie Thompson : Jeanne Benoit, médecin (petite amie de DiNozzo) (épisodes 1 et 14)
- Armand Assante : René Benoit, trafiquant d'armes international (épisode 1)
- David Dayan Fisher : Trent Thomas Kort, officier de la CIA (épisodes 1 et 14)
- Susanna Thompson : Lieutenant-Colonel Hollis Mann (épisode 3)
- Joe Spano (VF : Gérard Rinaldi) : Tobias C. Fornell, agent spécial du FBI (épisodes 4 et 14)
- Torri Higginson : Dr Jordan Hampton, médecin légiste (épisode 4)
- Susan Kelechi Watson : Nikki Jardine, analyste du NCIS (épisodes 5, 12 et 15)
- Darby Stanchfield : Shannon Gibbs (épisode 7)
- Brenna Radding : Kelly Gibbs (épisode 7)
- Paul Telfer : Damon Werth (épisode 10)
- Jonathan LaPaglia : Brent Langer, agent spécial du FBI (épisode 11)
- Rocky Carroll (VF : Serge Faliu) : Leon Vance, directeur-adjoint du NCIS (14 et 15, 17 et 19)
- Muse Watson (VF : Bruno Carna) : Michael Franks, ancien agent spécial du NIS (épisodes 18 et 19)

## Production
La saison compte seulement 19 épisodes à cause de la Grève de la Writers Guild of America de 2007; la saison est diffusée du 25 septembre 2007 au 20 mai 2008 sur CBS.
Au Canada, la saison a été diffusée en simultané sur le réseau Global.
En France, la série est toujours diffusée sur M6, du 29 août 2008 au 16 janvier 2009.
Cette saison marque la mort de la directrice Jenny Shepard, interprétée par Lauren Holly, tuée à la fin de la saison.
Joe Spano, David Dayan Fisher, Muse Watson et Brian Dietzen sont revenus dans plusieurs épisodes de cette saison.
Leon Vance, le directeur adjoint du NCIS, interprétée par Rocky Caroll est apparu dans 4 épisodes de la cinquième saison; il deviendra principale lors de la prochaine saison.
Le sixième épisode de cette saison marque le centième épisode de la série.

## Épisodes

### Épisode 1:À découvert
Pour les articles homonymes, voir Bury Your Dead.
- États-Unis : 25 septembre 2007 sur CBS[2]
- Québec : 25 août 2008 sur Historia
- France : 29 août 2008 sur M6
- Belgique : 7 janvier 2009 sur RTL-TVI

- États-Unis : 16,26 millions de téléspectateurs
- France : 4,98 millions de téléspectateurs

- Scottie Thompson : Jeanne Benoit (1/2)
- Brian Dietzen : Jimmy Palmer (1/6)
- Armand Assante : René Benoît
- David Dayan Fisher : Trent Kort (1/2)
- Mesrop Agjanyan : Henri Rousseau
- Webster Williams : Col. Jasper Shepard

### Épisode 2:Ces liens qui nous unissent...
- États-Unis : 2 octobre 2007 sur CBS
- Québec : 26 août 2008 sur Historia
- France : 5 septembre 2008 sur M6
- Belgique : 14 janvier 2009 sur RTL-TVI

- États-Unis : 16,43 millions de téléspectateurs
- France : 6,23 millions de téléspectateurs

- Nick Searcy : Joseph Barnes
- Owen Beckman : Nicholas Barnes
- Rick Otto : Adrian Nelson
- Margaret Easley : Sara Nelson
- Schuyler Yancey : Christopher Munoz

### Épisode 3:Ex-file
- États-Unis : 9 octobre 2007 sur CBS
- Québec : 27 août 2008 sur Historia
- France : 12 septembre 2008 sur M6
- Belgique : 21 janvier 2009 sur RTL-TVI

- États-Unis : 16,36 millions de téléspectateurs
- France : 5,5 millions de téléspectateurs

- Susanna Thompson : Army Lt. Col. Hollis Mann
- Kathleen York : Stephanie Browlyn Flynn
- John Mallory Asher : Fred Rinnert
- Lilli Birdsell : Jill Reynolds
- Myk Watford : Army MajorEric Sweigart
- Robin Dunne : Lt. Joseph Marsden

### Épisode 4:Le Visage du diable
- États-Unis : 16 octobre 2007 sur CBS
- Québec : 28 août 2008 sur Historia
- France : 19 septembre 2008 sur M6
- Belgique : 28 janvier 2009 sur RTL-TVI

- États-Unis : 17,55 millions de téléspectateurs
- France : 5,80 millions de téléspectateurs

- Brian Dietzen : Jimmy Palmer (2/6)
- Joe Spano : Senior FBI Agent T.C. Fornell (1/2)
- Dorian Brown : Agent spécial du FBI Courtney Krieger
- Torri Higginson : Dr Jordan Hampton
- Nikita Ager : Shannon O'Hara
- Joe Egender : Robert Graves
- Emerson Brooks : Lt. Carl Greer
- Thomas Betro : lui-même

- Les noms de bon nombre de personnages secondaires dans cet épisode sont directement empruntés aux G.I. Joe, une ligne de jouets très populaire aux États-Unis.
- Torri Higginson est doublée en VF par Ariane Deviègue, qui prêtait autrefois sa voix à Sasha Alexander (l’agent Todd) dans la série.

### Épisode 5:La Veuve noire
- États-Unis : 23 octobre 2007 sur CBS
- Québec : 29 août 2008 sur Historia
- France : 26 septembre 2008 sur M6
- Belgique : 4 février 2009 sur RTL-TVI

- États-Unis : 17,26 millions de téléspectateurs
- France : 6,87 millions de téléspectateurs

- Brian Dietzen : Jimmy Palmer (3/6)
- Titus Welliver : Navy Capt. Roger Walsh
- Robin Thomas : Dr Neil Fleming
- Susan Kelechi Watson : NCIS Intel Analyst Nikki Jardine
- Alaina Huffman : Dana Arnett
- Adam Huss : Navy Seal Lt. Michael Arnett
- John Vickery : Inspecteur d'Interpol Hugh Benson
- Mark Matkevich : Jake
- Deanna Russo : Ashley
- Eddie Conna : Metro Police Srgt. Frank Thompson
- Kimberly Atkinson : NCIS Special Agent Roberta Wells

### Épisode 6:La Chimère
- États-Unis : 30 octobre 2007 sur CBS
- Québec : 30 août 2008 sur Historia
- France : 3 octobre 2008 sur M6
- Belgique : 11 février 2009 sur RTL-TVI

- États-Unis : 16,33 millions de téléspectateurs
- France : 7,28 millions de téléspectateurs[3]

- Steven Culp : Navy Cmdr. William Skinner
- Bill Heck : Cory Mitas
- James O'Shea : Navy Lt. Sean Ferris
- Graham McTavish : Aleksei
- Rick Kelly : Navy Capt
- Christian Svensson : Pirate #1
- Jordan Marder : Pirate #2
- Craig Gellis : Civilian Crewman #1
- Walter Wong : Civilian Crewman #2
- Roshawn Franklin : Crew Chief Rogers
- Eiji Inoue : Navy Lt. Cmdr. Satoshi Takada

### Épisode 7:Requiem
- États-Unis : 6 novembre 2007 sur CBS
- Québec : 1er septembre 2008 sur Historia
- France : 10 octobre 2008 sur M6
- Belgique : 11 février 2009 sur RTL-TVI

- États-Unis : 18,15 millions de téléspectateurs
- France : 7,90 millions de téléspectateurs

- Cameron Goodman : Maddie Tyler
- Anne-Marie Johnson : Marine Col. Stacey Radcliffe
- Mark Totty : Army Major Max Bourdais, Ret
- Nick Spano : Marine Sgt. Rudi Haas
- Stelio Savante : Danny Coyle
- Darby Stanchfield : Shannon Gibbs
- Brenna Radding : Kelly Gibbs
- Michael A. Shepperd : Mailman

### Épisode 8:Erreur sur la cible / La Cible
- États-Unis : 13 novembre 2007 sur CBS
- Québec : 2 septembre 2008 sur Historia
- France : 17 octobre 2008 sur M6
- Belgique : 18 février 2009 sur RTL-TVI

- États-Unis : 17,39 millions de téléspectateurs
- France : 6,70 millions de téléspectateurs

- Xolile Tshabalala : Sayda Zuri
- Basil Wallace : Delphin Abaka
- Jonathan Adams : Thomas Zuri
- Stephen Lee : Chuck Bayliss
- Anthony Starke : Derrick Choyce
- Demetrius Grosse : Atif Nukunda
- Matt Riedy : Navy Rear Adm. Kenneth Kirkland
- Dierdre Holder : Woman

### Épisode 9:Un garçon d'exception / Perdu et retrouvé
- États-Unis : 20 novembre 2007 sur CBS
- Québec : 3 septembre 2008 sur Historia
- France : 24 octobre 2008 sur M6
- Belgique : 18 février 2009 sur RTL-TVI

- États-Unis : 17,34 millions de téléspectateurs
- France : 7,07 millions de téléspectateurs

- Brian Dietzen : Jimmy Palmer (4/6)
- Dominic Scott Kay : Carson Taylor
- Chris William Martin : Brian Matthews / Taylor
- Karis Campbell : Navy Lt. Elaine Taylor
- JR Bourne : Det. Marshall Collins
- Candice Coke : Det. Danielle Hamilton
- Jeff Marlow : Survivalist Trainee #1
- David Raibon : Survivalist Trainee #2

### Épisode 10:Super soldat / Héros de guerre
- États-Unis : 27 novembre 2007 sur CBS
- Québec : 4 septembre 2008 sur Historia
- France : 31 octobre 2008 sur M6
- Belgique : sur RTL-TVI

- États-Unis : 17,04 millions de téléspectateurs
- France : 6,75 millions de téléspectateurs

- Paul Telfer : Marine Corporal Damon Werth
- Jose Zuniga : Navy Capt. Dr Adrian De La Casa
- Amy Carlson : Karen Sutherland
- Patrick Fabian : Ray Vincent
- Marcuis W. Harris : Chris Jenkins
- John Siciliano : Marine PFC Nathan Stone

### Épisode 11:Un homme de foi / Tribus
- États-Unis : 15 janvier 2008 sur CBS
- Québec : 5 septembre 2008 sur Historia
- France : 7 novembre 2008 sur M6

- États-Unis : 15,82 millions de téléspectateurs
- France : 7,09 millions de téléspectateurs

- Brian Dietzen : Jimmy Palmer (5/6)
- Shaun Toub : Khalid Mohammed Bakr
- Jonathan LaPaglia : FBI Special Agent Brent Langer
- David Haydn-Jones : Marine Capt. Jim Mills
- James Parks : Brian Sikes
- Jennifer Hetrick : Dr Donna Dunlap
- Walid Amini : Marine Lance Corp. Abdul Bakr
- Fred Toma : Sunni Man

### Épisode 12:Étroite surveillance / Surveillance
- États-Unis : 8 avril 2008 sur CBS[4]
- Québec : 6 septembre 2008 sur Historia
- France : 14 novembre 2008 sur M6

- États-Unis : 14,05 millions de téléspectateurs
- France : 7,92 millions de téléspectateurs[5]

- Susan Kelechi Watson : NCIS Intel Analyst Nikki Jardin
- Gretchen Egolf : Det. Andrea Sparr
- Reggie Lee : Jonathan Chow
- Kevin Rankin : Dennis Moran
- Ned Vaughn : Navy Capt. Dean Pullman
- Cyd Strittmatter : Joanne Wright
- Abigail Mavity : Jordyn Wright
- Philip Lenkowsky : Squeegee Man
- Amy Lyndon : Goldilocks
- Adria Dawn : Sandra Frasier
- Jerry Kernion (Scott Rowe)

### Épisode 13:Le Meilleur Ami de l'homme / Gare au chien
- États-Unis : 15 avril 2008 sur CBS
- Québec : 8 septembre 2008 sur Historia
- France : 21 novembre 2008 sur M6

- États-Unis : 15,13 millions de téléspectateurs
- France : 7,44 millions de téléspectateurs

- Rachel Kimsey : Petty Officer Erica Perelli
- Roger R. Cross : Lt. Cmdr. David Warfield
- Jorge-Luis Pallo : Lt. Matthew Sanchez
- Brian Gross : Petty Officer Colin Dixon
- Matt Corboy : Petty Officer Lance Tolliver
- Derrick McMillon : Lt. Scott Bowen
- Tripp Pickell : Petty Officer Pete Bidwell
- Brian David Jones|Brian Jones : Le garde en uniforme
- James Ryen : Le marin

### Épisode 14:Au banc des accusés / Affaires internes
- États-Unis : 22 avril 2008 sur CBS
- Québec : 9 septembre 2008 sur Historia
- France : 28 novembre 2008 sur M6
- Belgique : 18 mars 2009 sur RTL-TVI

- États-Unis : 14,24 millions de téléspectateurs
- Canada : 1,28 million de téléspectateurs[6]
- France : 6,98 millions de téléspectateurs

- David Dayan Fisher : Trent Kort (2/2)
- Joe Spano : Tobias C. Fornell (2/2)
- Scottie Thompson : Jeanne Benoit (2/2)
- Rob Arbogast : Agent spécial du FBI Wentworth
- Rocky Carroll : Leon Vance (1/4)

- À noter la dernière apparition de Jeanne Benoît, l'ex-petite amie de Tony. Lorsqu'elle demande à Tony si tout n'était que mensonge, pour arrêter de la faire souffrir, il lui répondra oui. Ce qui mettra complètement fin à leur relation.
- Première apparition de Rocky Carroll jouant le rôle de Leon Vance (directeur adjoint du NCIS).

### Épisode 15:Good morning Bagdad / La Zone
- États-Unis : 29 avril 2008 sur CBS
- Québec : 10 septembre 2008 sur Historia
- France : 5 décembre 2008 sur M6
- Belgique : 18 mars 2009 sur RTL-TVI

- États-Unis : 14,76 millions de téléspectateurs
- Canada : 1,38 million de téléspectateurs[7]
- France : 7,64 millions de téléspectateurs

- Susan Kelechi Watson : Analyste du NCIS Nikki Jardine
- Rocky Carroll : Leon Vance (2/4)
- Josh Stamberg : Major Ike Varnai
- Rick Hoffman : Kelvin Ridgeway
- Patrick Fischler : George Stenner
- Jennifer O'Dell : Dina Rankin
- Matt McTighe : Allan Hayes
- Brooklyn McLinn : Jim Gilroy
- Anne Bedian : Hamida
- Elie Khoury : Jameel
- Tony Daly : John Rankin
- Sammy Sheik : Membre de la milice irakienne
- Wolf Amer : Membre de la milice irakienne
- Samantha Klein : L'infirmière
- Ektimal Shbib : Iraqi Woman
- Aleene Khoury : Tabina

### Épisode 16:Rencontre fatale / Recul
- États-Unis : 6 mai 2008 sur CBS
- Québec : 11 septembre 2008 sur Historia
- France : 12 décembre 2008 sur M6
- Belgique : 25 mars 2009 sur RTL-TVI

- États-Unis : 14,04 millions de téléspectateurs
- France : 7,62 millions de téléspectateurs

- Nick Chinlund : Steve Rosetti
- Michael Hagerty : Andy Hoffman
- Scott Holroyd : Quartier-Maître Kevin Massey
- Steve Kazee : Michael Locke
- Mia Lee : La présentatrice des informations
- Ella Thomas : Heidi

### Épisode 17:Le Vrai Courage / Portrait-robot
- États-Unis : 13 mai 2008 sur CBS
- Québec : 12 septembre 2008 sur Historia
- France : 19 décembre 2008 sur M6
- Belgique : 25 mars 2009 sur RTL-TVI

- États-Unis : 14,88 millions de téléspectateurs
- Canada : 1,45 million de téléspectateurs[8]
- France : 6,80 millions de téléspectateurs

- Brian Dietzen : Jimmy Palmer (6/6)
- Rocky Carroll : Leon Vance (3/4)
- Scott Checansky : Milo Suskavcevic
- Christopher Darga : Skip Harris
- Frank John Hughes : Enis Watley Frank
- Jacob Moore : Richie Rose Tyler
- Adam O'Byrne : Mike Norman

### Épisode 18:Le Jugement dernier (1/2)
- États-Unis : 20 mai 2008 sur CBS
- Québec : 13 septembre 2008 sur Historia
- France : 9 janvier 2009 sur M6
- Belgique : 1er avril 2009 sur RTL-TVI

- États-Unis : 16,52 millions de téléspectateurs
- France : 6,93 millions de téléspectateurs

- Muse Watson : Mike Franks (1/2)
- Terrence Hardy Jr. : George
- Reginald James : Inspecteur Monroe
- Betsy Rue : Sasha Gordon
- Wyatt Smith : Frankie
- Oleg Taktarov : Viggo Drantyev
- Marc Vahanian : William Decker
- Jeff Witzke : Gardien

### Épisode 19:Le Jugement dernier (2/2)
- États-Unis : 20 mai 2008 sur CBS
- Québec : 15 septembre 2008 sur Historia
- France : 16 janvier 2009 sur M6
- Belgique : 1er avril 2009 sur RTL-TVI

- États-Unis : 16,52 millions de téléspectateurs
- France : 7,82 millions de téléspectateurs

- Muse Watson : Michael Franks (2/2)
- Rocky Carroll : Leon Vance (4/4)
- Sheila E. Frazier : Debra Green
- Kathleen Gati : Natasha Lenkov
- Mike Muscat : L'employé de bureau
- Oleg Taktarov : Viggo Drantyev

- Gibbs fait une découverte qui nous amène à croire que c'était la directrice qui avait tué la Grenouille.
- Leon Vance qui était le directeur adjoint devient le directeur principal du NCIS après la mort de Jenny Shepard, sa première décision est de dissoudre l'équipe de Gibbs.

## Audiences
Les audiences présentées ci-dessous sont celles de la première diffusions, inédite, des épisodes.

### En France
En millions de téléspectateurs

### Aux États-Unis
En millions de téléspectateurs